# The Wall (album)
The Wall is een album uit 1979 van de Britse rockband Pink Floyd. The Wall is het bestverkochte dubbelalbum aller tijden met een wereldwijde verkoop van 30 miljoen exemplaren.

## Concept
Het album is een rockopera. De rockopera is opgebouwd rondom het personage Pink en grotendeels gebaseerd op Waters' persoonlijke leven. Pink worstelt van jongs af aan met het leven; het verlies van zijn vader in een oorlog (in "Another Brick in the Wall Part 1"), mishandeling door leraren (in "The Happiest Days of Our Lives"), opvoeding door een overbeschermende moeder (in "Mother") en het verlaten worden door zijn vrouw (in "Don't Leave Me Now"). Dit alles droeg bij aan Pinks geestelijke isolatie van de maatschappij, figuurlijk benoemd als "The Wall".

## Albumtitel
De titel was geïnspireerd door een incident dat plaatsvond tijdens de In the Flesh Tour ter promotie van het album Animals in 1977. Roger Waters spuugde hierbij in het gezicht van een fan. Tijdens het aanbieden van zijn excuses aan het publiek zei hij dat hij wilde dat er een 'muur' tussen hem en het publiek stond. Tijdens live-uitvoeringen van het album werd ook daadwerkelijk gebruikgemaakt van een kartonnen muur tussen het publiek en de band.
The Wall is ook de titel van een muziekfilm uit 1982 van Alan Parker, gebaseerd op de muziek van dit album.

## Live-uitvoeringen
Live-uitvoeringen waren groots opgezet met uitvoerige theatrale effecten. In 1990 creëerde Waters en producer Tony Hollingsworth The Wall - Live in Berlijn, opgevoerd om de val van de Berlijnse Muur acht maanden eerder te herdenken. Het concert vond plaats op 21 juli op een braakliggend terrein tussen de Potsdamer Platz en de Brandenburger Tor, een locatie die deel uitmaakte van het voormalige 'niemandsland' van de Berlijnse muur. Een keur aan bekende artiesten verlenen hun medewerking aan het concert.
In 2009 maakte Roger Waters bekend dat hij een wereldtour ging maken, om The Wall live uit te voeren. In het najaar startte de tour in de Verenigde Staten en Canada. Begin 2011 stak hij de oceaan over voor een concertreeks in Europa. Nederland werd aangedaan op 8, 9 en 11 april in het stadion GelreDome in Arnhem. In 2013 gaf hij opnieuw een serie shows met The Wall, waarbij wederom Nederland werd aangedaan, dit keer in de Amsterdam ArenA.

## Ontvangst
Het album werd door zowel fans als critici onthaald als een van Pink Floyds beste albums, samen met The Dark Side of the Moon (1973) en Wish You Were Here (1975). Het album staat bekend als een rock-klassieker en de nummers hebben vele hedendaagse rockmuzikanten geïnspireerd. Het is fans opgevallen dat op de achtergrond van "Is There Anybody Out There?" geluiden te horen zijn die lijken op het gefluit in "Echoes", van het album Meddle (1971).

## Tracks

### Plaat 1
| Nr. | Titel                            | Zang                                               | Duur |
| --- | -------------------------------- | -------------------------------------------------- | ---- |
| 1.  | In the Flesh?                    | Roger Waters                                       | 3:16 |
| 2.  | The Thin Ice                     | David Gilmour, Waters                              | 2:27 |
| 3.  | Another Brick in the Wall Part 1 | Waters                                             | 3:21 |
| 4.  | The Happiest Days of Our Lives   | Waters                                             | 1:46 |
| 5.  | Another Brick in the Wall Part 2 | Gilmour, Waters en het Islington Green School-koor | 4:00 |
| 6.  | Mother                           | Gilmour, Waters                                    | 5:32 |

| Nr. | Titel                            | Zang            | Duur |
| --- | -------------------------------- | --------------- | ---- |
| 1.  | Goodbye Blue Sky                 | Gilmour         | 2:45 |
| 2.  | Empty Spaces                     | Waters          | 2:10 |
| 3.  | Young Lust                       | Gilmour         | 3:25 |
| 4.  | One of My Turns                  | Waters          | 3:35 |
| 5.  | Don't Leave Me Now               | Waters, Gilmour | 4:16 |
| 6.  | Another Brick in the Wall Part 3 | Waters          | 1:48 |
| 7.  | Goodbye Cruel World              | Waters          | 0:48 |

### Plaat 2
| Nr. | Titel                       | Zang            | Duur |
| --- | --------------------------- | --------------- | ---- |
| 1.  | Hey You                     | Gilmour, Waters | 4:40 |
| 2.  | Is There Anybody Out There? | Waters          | 2:44 |
| 3.  | Nobody Home                 | Waters          | 3:26 |
| 4.  | Vera                        | Waters          | 1:35 |
| 5.  | Bring the Boys Back Home    | Waters          | 1:21 |
| 6.  | Comfortably Numb            | Gilmour, Waters | 6:24 |

| Nr. | Titel                                      | Zang            | Duur |
| --- | ------------------------------------------ | --------------- | ---- |
| 1.  | The Show Must Go On                        | Gilmour         | 1:36 |
| 2.  | In the Flesh                               | Waters          | 4:13 |
| 3.  | Run Like Hell                              | Waters          | 4:19 |
| 4.  | Waiting for the Worms                      | Gilmour, Waters | 4:04 |
| 5.  | Stop                                       | Waters          | 0:30 |
| 6.  | The Trial (mede geschreven door Bob Ezrin) | Waters          | 5:13 |
| 7.  | Outside the Wall                           | Waters          | 1:41 |

## Verkoopcijfers
| Land                                 | Certificatie | Aantal verkochte exemplaren | Laatste certificatie | Opmerking                                           |
| ------------------------------------ | ------------ | --------------------------- | -------------------- | --------------------------------------------------- |
| Argentinië                           | Platina      | 200.000+                    | 23 augustus 1999     |                                                     |
| Australië                            | 11× platina  | 770.000+                    |                      |                                                     |
| Canada                               | 2× diamant   | 2.000.000+                  | 31 augustus 1995     |                                                     |
| Europa                               | 11× platina  | 11.040.000+                 | [ 7 ]                |                                                     |
| Frankrijk                            | Diamant      | 1.000.000                   | [ 8 ]                |                                                     |
| Duitsland                            | 4× platina   | 2.000.000                   | 1994                 |                                                     |
| Griekenland                          |              | 100.000                     | [ 11 ]               |                                                     |
| Verenigd Koninkrijk                  | Platina      | 300.000                     |                      |                                                     |
| Verenigde Staten (Nielsen Soundscan) |              | 5.381.000+                  | 16 februari 2008     | Nielsen houdt verkoopcijfers bij sinds 1 maart 1991 |
| Verenigde Staten (RIAA)              | 23× platina  | 11.500.000+                 | 29 januari 1999      | 8× platina op 28 mei 1991                           |

### NederlandseAlbum Top 100
| Hitnotering: (Week 1 t/m 20) 08-12-1979 t/m 26-04-1980 Hitnotering: (Week 21 t/m 30) 04-08-1990 t/m 06-10-1990 Hitnotering: (Week 31 t/m 33) 03-03-2012 t/m 17-03-2012 Hitnotering: (Week 34) 14-04-2012 | Hitnotering: (Week 1 t/m 20) 08-12-1979 t/m 26-04-1980 Hitnotering: (Week 21 t/m 30) 04-08-1990 t/m 06-10-1990 Hitnotering: (Week 31 t/m 33) 03-03-2012 t/m 17-03-2012 Hitnotering: (Week 34) 14-04-2012 | Hitnotering: (Week 1 t/m 20) 08-12-1979 t/m 26-04-1980 Hitnotering: (Week 21 t/m 30) 04-08-1990 t/m 06-10-1990 Hitnotering: (Week 31 t/m 33) 03-03-2012 t/m 17-03-2012 Hitnotering: (Week 34) 14-04-2012 | Hitnotering: (Week 1 t/m 20) 08-12-1979 t/m 26-04-1980 Hitnotering: (Week 21 t/m 30) 04-08-1990 t/m 06-10-1990 Hitnotering: (Week 31 t/m 33) 03-03-2012 t/m 17-03-2012 Hitnotering: (Week 34) 14-04-2012 | Hitnotering: (Week 1 t/m 20) 08-12-1979 t/m 26-04-1980 Hitnotering: (Week 21 t/m 30) 04-08-1990 t/m 06-10-1990 Hitnotering: (Week 31 t/m 33) 03-03-2012 t/m 17-03-2012 Hitnotering: (Week 34) 14-04-2012 | Hitnotering: (Week 1 t/m 20) 08-12-1979 t/m 26-04-1980 Hitnotering: (Week 21 t/m 30) 04-08-1990 t/m 06-10-1990 Hitnotering: (Week 31 t/m 33) 03-03-2012 t/m 17-03-2012 Hitnotering: (Week 34) 14-04-2012 | Hitnotering: (Week 1 t/m 20) 08-12-1979 t/m 26-04-1980 Hitnotering: (Week 21 t/m 30) 04-08-1990 t/m 06-10-1990 Hitnotering: (Week 31 t/m 33) 03-03-2012 t/m 17-03-2012 Hitnotering: (Week 34) 14-04-2012 | Hitnotering: (Week 1 t/m 20) 08-12-1979 t/m 26-04-1980 Hitnotering: (Week 21 t/m 30) 04-08-1990 t/m 06-10-1990 Hitnotering: (Week 31 t/m 33) 03-03-2012 t/m 17-03-2012 Hitnotering: (Week 34) 14-04-2012 | Hitnotering: (Week 1 t/m 20) 08-12-1979 t/m 26-04-1980 Hitnotering: (Week 21 t/m 30) 04-08-1990 t/m 06-10-1990 Hitnotering: (Week 31 t/m 33) 03-03-2012 t/m 17-03-2012 Hitnotering: (Week 34) 14-04-2012 | Hitnotering: (Week 1 t/m 20) 08-12-1979 t/m 26-04-1980 Hitnotering: (Week 21 t/m 30) 04-08-1990 t/m 06-10-1990 Hitnotering: (Week 31 t/m 33) 03-03-2012 t/m 17-03-2012 Hitnotering: (Week 34) 14-04-2012 | Hitnotering: (Week 1 t/m 20) 08-12-1979 t/m 26-04-1980 Hitnotering: (Week 21 t/m 30) 04-08-1990 t/m 06-10-1990 Hitnotering: (Week 31 t/m 33) 03-03-2012 t/m 17-03-2012 Hitnotering: (Week 34) 14-04-2012 | Hitnotering: (Week 1 t/m 20) 08-12-1979 t/m 26-04-1980 Hitnotering: (Week 21 t/m 30) 04-08-1990 t/m 06-10-1990 Hitnotering: (Week 31 t/m 33) 03-03-2012 t/m 17-03-2012 Hitnotering: (Week 34) 14-04-2012 | Hitnotering: (Week 1 t/m 20) 08-12-1979 t/m 26-04-1980 Hitnotering: (Week 21 t/m 30) 04-08-1990 t/m 06-10-1990 Hitnotering: (Week 31 t/m 33) 03-03-2012 t/m 17-03-2012 Hitnotering: (Week 34) 14-04-2012 | Hitnotering: (Week 1 t/m 20) 08-12-1979 t/m 26-04-1980 Hitnotering: (Week 21 t/m 30) 04-08-1990 t/m 06-10-1990 Hitnotering: (Week 31 t/m 33) 03-03-2012 t/m 17-03-2012 Hitnotering: (Week 34) 14-04-2012 | Hitnotering: (Week 1 t/m 20) 08-12-1979 t/m 26-04-1980 Hitnotering: (Week 21 t/m 30) 04-08-1990 t/m 06-10-1990 Hitnotering: (Week 31 t/m 33) 03-03-2012 t/m 17-03-2012 Hitnotering: (Week 34) 14-04-2012 | Hitnotering: (Week 1 t/m 20) 08-12-1979 t/m 26-04-1980 Hitnotering: (Week 21 t/m 30) 04-08-1990 t/m 06-10-1990 Hitnotering: (Week 31 t/m 33) 03-03-2012 t/m 17-03-2012 Hitnotering: (Week 34) 14-04-2012 | Hitnotering: (Week 1 t/m 20) 08-12-1979 t/m 26-04-1980 Hitnotering: (Week 21 t/m 30) 04-08-1990 t/m 06-10-1990 Hitnotering: (Week 31 t/m 33) 03-03-2012 t/m 17-03-2012 Hitnotering: (Week 34) 14-04-2012 | Hitnotering: (Week 1 t/m 20) 08-12-1979 t/m 26-04-1980 Hitnotering: (Week 21 t/m 30) 04-08-1990 t/m 06-10-1990 Hitnotering: (Week 31 t/m 33) 03-03-2012 t/m 17-03-2012 Hitnotering: (Week 34) 14-04-2012 | Hitnotering: (Week 1 t/m 20) 08-12-1979 t/m 26-04-1980 Hitnotering: (Week 21 t/m 30) 04-08-1990 t/m 06-10-1990 Hitnotering: (Week 31 t/m 33) 03-03-2012 t/m 17-03-2012 Hitnotering: (Week 34) 14-04-2012 | Hitnotering: (Week 1 t/m 20) 08-12-1979 t/m 26-04-1980 Hitnotering: (Week 21 t/m 30) 04-08-1990 t/m 06-10-1990 Hitnotering: (Week 31 t/m 33) 03-03-2012 t/m 17-03-2012 Hitnotering: (Week 34) 14-04-2012 |
| Week: | 1 | 2 | 3 | 4 | 5 | 6 | 7 | 8 | 9 | 10 | 11 | 12 | 13 | 14 | 15 | 16 | 17 | 18 | 19 |
| --- | --- | --- | --- | --- | --- | --- | --- | --- | --- | --- | --- | --- | --- | --- | --- | --- | --- | --- | --- |
| Positie: | 29 | 4 | 3 | 1 | 1 | 1 | 1 | 1 | 1 | 1 | 1 | 2 | 7 | 7 | 18 | 18 | 26 | 35 | 40 |
| Week: | 20 | | 21 | 22 | 23 | 24 | 25 | 26 | 27 | 28 | 29 | 30 | | 31 | 32 | 33 | | 34 | |
| Positie: | 50 | uit | 44 | 28 | 20 | 15 | 17 | 23 | 29 | 38 | 63 | 71 | uit | 15 | 38 | 93 | uit | 89 | uit |

### VlaamseUltratop 200Albums
| Hitnotering: (Week 1 t/m 3) 29-07-2006 t/m 12-08-2006 Hitnotering: (Week 4 t/m 5) 03-03-2012 t/m 10-03-2012 Hitnotering: (Week 6 t/m 7) 19-05-2012 t/m 26-05-2012 Hitnotering: (Week 8 t/m 9) 09-06-2012 t/m 16-06-2012 Hitnotering: (Week 10 t/m 11) 25-08-2012 t/m 01-09-2012 Hitnotering: (Week 12) 10-11-2012 Hitnotering: (Week 13) 01-12-2012 Hitnotering: (Week 14 t/m 15) 22-12-2012 t/m 29-12-2012 Hitnotering: (Week 16) 12-01-2013 Hitnotering: (Week 17 t/m 22) 06-07-2013 t/m 10-08-2013 Hitnotering: (Week 23 t/m 24) 02-11-2013 t/m 09-11-2013 Hitnotering: (Week 25) 20-09-2014 Hitnotering: (Week 26) 24-10-2015 Hitnotering: (Week 27 t/m 29) 05-01-2019 t/m 19-01-2019 Hitnotering: (Week 30) 09-02-2019 | Hitnotering: (Week 1 t/m 3) 29-07-2006 t/m 12-08-2006 Hitnotering: (Week 4 t/m 5) 03-03-2012 t/m 10-03-2012 Hitnotering: (Week 6 t/m 7) 19-05-2012 t/m 26-05-2012 Hitnotering: (Week 8 t/m 9) 09-06-2012 t/m 16-06-2012 Hitnotering: (Week 10 t/m 11) 25-08-2012 t/m 01-09-2012 Hitnotering: (Week 12) 10-11-2012 Hitnotering: (Week 13) 01-12-2012 Hitnotering: (Week 14 t/m 15) 22-12-2012 t/m 29-12-2012 Hitnotering: (Week 16) 12-01-2013 Hitnotering: (Week 17 t/m 22) 06-07-2013 t/m 10-08-2013 Hitnotering: (Week 23 t/m 24) 02-11-2013 t/m 09-11-2013 Hitnotering: (Week 25) 20-09-2014 Hitnotering: (Week 26) 24-10-2015 Hitnotering: (Week 27 t/m 29) 05-01-2019 t/m 19-01-2019 Hitnotering: (Week 30) 09-02-2019 | Hitnotering: (Week 1 t/m 3) 29-07-2006 t/m 12-08-2006 Hitnotering: (Week 4 t/m 5) 03-03-2012 t/m 10-03-2012 Hitnotering: (Week 6 t/m 7) 19-05-2012 t/m 26-05-2012 Hitnotering: (Week 8 t/m 9) 09-06-2012 t/m 16-06-2012 Hitnotering: (Week 10 t/m 11) 25-08-2012 t/m 01-09-2012 Hitnotering: (Week 12) 10-11-2012 Hitnotering: (Week 13) 01-12-2012 Hitnotering: (Week 14 t/m 15) 22-12-2012 t/m 29-12-2012 Hitnotering: (Week 16) 12-01-2013 Hitnotering: (Week 17 t/m 22) 06-07-2013 t/m 10-08-2013 Hitnotering: (Week 23 t/m 24) 02-11-2013 t/m 09-11-2013 Hitnotering: (Week 25) 20-09-2014 Hitnotering: (Week 26) 24-10-2015 Hitnotering: (Week 27 t/m 29) 05-01-2019 t/m 19-01-2019 Hitnotering: (Week 30) 09-02-2019 | Hitnotering: (Week 1 t/m 3) 29-07-2006 t/m 12-08-2006 Hitnotering: (Week 4 t/m 5) 03-03-2012 t/m 10-03-2012 Hitnotering: (Week 6 t/m 7) 19-05-2012 t/m 26-05-2012 Hitnotering: (Week 8 t/m 9) 09-06-2012 t/m 16-06-2012 Hitnotering: (Week 10 t/m 11) 25-08-2012 t/m 01-09-2012 Hitnotering: (Week 12) 10-11-2012 Hitnotering: (Week 13) 01-12-2012 Hitnotering: (Week 14 t/m 15) 22-12-2012 t/m 29-12-2012 Hitnotering: (Week 16) 12-01-2013 Hitnotering: (Week 17 t/m 22) 06-07-2013 t/m 10-08-2013 Hitnotering: (Week 23 t/m 24) 02-11-2013 t/m 09-11-2013 Hitnotering: (Week 25) 20-09-2014 Hitnotering: (Week 26) 24-10-2015 Hitnotering: (Week 27 t/m 29) 05-01-2019 t/m 19-01-2019 Hitnotering: (Week 30) 09-02-2019 | Hitnotering: (Week 1 t/m 3) 29-07-2006 t/m 12-08-2006 Hitnotering: (Week 4 t/m 5) 03-03-2012 t/m 10-03-2012 Hitnotering: (Week 6 t/m 7) 19-05-2012 t/m 26-05-2012 Hitnotering: (Week 8 t/m 9) 09-06-2012 t/m 16-06-2012 Hitnotering: (Week 10 t/m 11) 25-08-2012 t/m 01-09-2012 Hitnotering: (Week 12) 10-11-2012 Hitnotering: (Week 13) 01-12-2012 Hitnotering: (Week 14 t/m 15) 22-12-2012 t/m 29-12-2012 Hitnotering: (Week 16) 12-01-2013 Hitnotering: (Week 17 t/m 22) 06-07-2013 t/m 10-08-2013 Hitnotering: (Week 23 t/m 24) 02-11-2013 t/m 09-11-2013 Hitnotering: (Week 25) 20-09-2014 Hitnotering: (Week 26) 24-10-2015 Hitnotering: (Week 27 t/m 29) 05-01-2019 t/m 19-01-2019 Hitnotering: (Week 30) 09-02-2019 | Hitnotering: (Week 1 t/m 3) 29-07-2006 t/m 12-08-2006 Hitnotering: (Week 4 t/m 5) 03-03-2012 t/m 10-03-2012 Hitnotering: (Week 6 t/m 7) 19-05-2012 t/m 26-05-2012 Hitnotering: (Week 8 t/m 9) 09-06-2012 t/m 16-06-2012 Hitnotering: (Week 10 t/m 11) 25-08-2012 t/m 01-09-2012 Hitnotering: (Week 12) 10-11-2012 Hitnotering: (Week 13) 01-12-2012 Hitnotering: (Week 14 t/m 15) 22-12-2012 t/m 29-12-2012 Hitnotering: (Week 16) 12-01-2013 Hitnotering: (Week 17 t/m 22) 06-07-2013 t/m 10-08-2013 Hitnotering: (Week 23 t/m 24) 02-11-2013 t/m 09-11-2013 Hitnotering: (Week 25) 20-09-2014 Hitnotering: (Week 26) 24-10-2015 Hitnotering: (Week 27 t/m 29) 05-01-2019 t/m 19-01-2019 Hitnotering: (Week 30) 09-02-2019 | Hitnotering: (Week 1 t/m 3) 29-07-2006 t/m 12-08-2006 Hitnotering: (Week 4 t/m 5) 03-03-2012 t/m 10-03-2012 Hitnotering: (Week 6 t/m 7) 19-05-2012 t/m 26-05-2012 Hitnotering: (Week 8 t/m 9) 09-06-2012 t/m 16-06-2012 Hitnotering: (Week 10 t/m 11) 25-08-2012 t/m 01-09-2012 Hitnotering: (Week 12) 10-11-2012 Hitnotering: (Week 13) 01-12-2012 Hitnotering: (Week 14 t/m 15) 22-12-2012 t/m 29-12-2012 Hitnotering: (Week 16) 12-01-2013 Hitnotering: (Week 17 t/m 22) 06-07-2013 t/m 10-08-2013 Hitnotering: (Week 23 t/m 24) 02-11-2013 t/m 09-11-2013 Hitnotering: (Week 25) 20-09-2014 Hitnotering: (Week 26) 24-10-2015 Hitnotering: (Week 27 t/m 29) 05-01-2019 t/m 19-01-2019 Hitnotering: (Week 30) 09-02-2019 | Hitnotering: (Week 1 t/m 3) 29-07-2006 t/m 12-08-2006 Hitnotering: (Week 4 t/m 5) 03-03-2012 t/m 10-03-2012 Hitnotering: (Week 6 t/m 7) 19-05-2012 t/m 26-05-2012 Hitnotering: (Week 8 t/m 9) 09-06-2012 t/m 16-06-2012 Hitnotering: (Week 10 t/m 11) 25-08-2012 t/m 01-09-2012 Hitnotering: (Week 12) 10-11-2012 Hitnotering: (Week 13) 01-12-2012 Hitnotering: (Week 14 t/m 15) 22-12-2012 t/m 29-12-2012 Hitnotering: (Week 16) 12-01-2013 Hitnotering: (Week 17 t/m 22) 06-07-2013 t/m 10-08-2013 Hitnotering: (Week 23 t/m 24) 02-11-2013 t/m 09-11-2013 Hitnotering: (Week 25) 20-09-2014 Hitnotering: (Week 26) 24-10-2015 Hitnotering: (Week 27 t/m 29) 05-01-2019 t/m 19-01-2019 Hitnotering: (Week 30) 09-02-2019 | Hitnotering: (Week 1 t/m 3) 29-07-2006 t/m 12-08-2006 Hitnotering: (Week 4 t/m 5) 03-03-2012 t/m 10-03-2012 Hitnotering: (Week 6 t/m 7) 19-05-2012 t/m 26-05-2012 Hitnotering: (Week 8 t/m 9) 09-06-2012 t/m 16-06-2012 Hitnotering: (Week 10 t/m 11) 25-08-2012 t/m 01-09-2012 Hitnotering: (Week 12) 10-11-2012 Hitnotering: (Week 13) 01-12-2012 Hitnotering: (Week 14 t/m 15) 22-12-2012 t/m 29-12-2012 Hitnotering: (Week 16) 12-01-2013 Hitnotering: (Week 17 t/m 22) 06-07-2013 t/m 10-08-2013 Hitnotering: (Week 23 t/m 24) 02-11-2013 t/m 09-11-2013 Hitnotering: (Week 25) 20-09-2014 Hitnotering: (Week 26) 24-10-2015 Hitnotering: (Week 27 t/m 29) 05-01-2019 t/m 19-01-2019 Hitnotering: (Week 30) 09-02-2019 | Hitnotering: (Week 1 t/m 3) 29-07-2006 t/m 12-08-2006 Hitnotering: (Week 4 t/m 5) 03-03-2012 t/m 10-03-2012 Hitnotering: (Week 6 t/m 7) 19-05-2012 t/m 26-05-2012 Hitnotering: (Week 8 t/m 9) 09-06-2012 t/m 16-06-2012 Hitnotering: (Week 10 t/m 11) 25-08-2012 t/m 01-09-2012 Hitnotering: (Week 12) 10-11-2012 Hitnotering: (Week 13) 01-12-2012 Hitnotering: (Week 14 t/m 15) 22-12-2012 t/m 29-12-2012 Hitnotering: (Week 16) 12-01-2013 Hitnotering: (Week 17 t/m 22) 06-07-2013 t/m 10-08-2013 Hitnotering: (Week 23 t/m 24) 02-11-2013 t/m 09-11-2013 Hitnotering: (Week 25) 20-09-2014 Hitnotering: (Week 26) 24-10-2015 Hitnotering: (Week 27 t/m 29) 05-01-2019 t/m 19-01-2019 Hitnotering: (Week 30) 09-02-2019 | Hitnotering: (Week 1 t/m 3) 29-07-2006 t/m 12-08-2006 Hitnotering: (Week 4 t/m 5) 03-03-2012 t/m 10-03-2012 Hitnotering: (Week 6 t/m 7) 19-05-2012 t/m 26-05-2012 Hitnotering: (Week 8 t/m 9) 09-06-2012 t/m 16-06-2012 Hitnotering: (Week 10 t/m 11) 25-08-2012 t/m 01-09-2012 Hitnotering: (Week 12) 10-11-2012 Hitnotering: (Week 13) 01-12-2012 Hitnotering: (Week 14 t/m 15) 22-12-2012 t/m 29-12-2012 Hitnotering: (Week 16) 12-01-2013 Hitnotering: (Week 17 t/m 22) 06-07-2013 t/m 10-08-2013 Hitnotering: (Week 23 t/m 24) 02-11-2013 t/m 09-11-2013 Hitnotering: (Week 25) 20-09-2014 Hitnotering: (Week 26) 24-10-2015 Hitnotering: (Week 27 t/m 29) 05-01-2019 t/m 19-01-2019 Hitnotering: (Week 30) 09-02-2019 | Hitnotering: (Week 1 t/m 3) 29-07-2006 t/m 12-08-2006 Hitnotering: (Week 4 t/m 5) 03-03-2012 t/m 10-03-2012 Hitnotering: (Week 6 t/m 7) 19-05-2012 t/m 26-05-2012 Hitnotering: (Week 8 t/m 9) 09-06-2012 t/m 16-06-2012 Hitnotering: (Week 10 t/m 11) 25-08-2012 t/m 01-09-2012 Hitnotering: (Week 12) 10-11-2012 Hitnotering: (Week 13) 01-12-2012 Hitnotering: (Week 14 t/m 15) 22-12-2012 t/m 29-12-2012 Hitnotering: (Week 16) 12-01-2013 Hitnotering: (Week 17 t/m 22) 06-07-2013 t/m 10-08-2013 Hitnotering: (Week 23 t/m 24) 02-11-2013 t/m 09-11-2013 Hitnotering: (Week 25) 20-09-2014 Hitnotering: (Week 26) 24-10-2015 Hitnotering: (Week 27 t/m 29) 05-01-2019 t/m 19-01-2019 Hitnotering: (Week 30) 09-02-2019 | Hitnotering: (Week 1 t/m 3) 29-07-2006 t/m 12-08-2006 Hitnotering: (Week 4 t/m 5) 03-03-2012 t/m 10-03-2012 Hitnotering: (Week 6 t/m 7) 19-05-2012 t/m 26-05-2012 Hitnotering: (Week 8 t/m 9) 09-06-2012 t/m 16-06-2012 Hitnotering: (Week 10 t/m 11) 25-08-2012 t/m 01-09-2012 Hitnotering: (Week 12) 10-11-2012 Hitnotering: (Week 13) 01-12-2012 Hitnotering: (Week 14 t/m 15) 22-12-2012 t/m 29-12-2012 Hitnotering: (Week 16) 12-01-2013 Hitnotering: (Week 17 t/m 22) 06-07-2013 t/m 10-08-2013 Hitnotering: (Week 23 t/m 24) 02-11-2013 t/m 09-11-2013 Hitnotering: (Week 25) 20-09-2014 Hitnotering: (Week 26) 24-10-2015 Hitnotering: (Week 27 t/m 29) 05-01-2019 t/m 19-01-2019 Hitnotering: (Week 30) 09-02-2019 | Hitnotering: (Week 1 t/m 3) 29-07-2006 t/m 12-08-2006 Hitnotering: (Week 4 t/m 5) 03-03-2012 t/m 10-03-2012 Hitnotering: (Week 6 t/m 7) 19-05-2012 t/m 26-05-2012 Hitnotering: (Week 8 t/m 9) 09-06-2012 t/m 16-06-2012 Hitnotering: (Week 10 t/m 11) 25-08-2012 t/m 01-09-2012 Hitnotering: (Week 12) 10-11-2012 Hitnotering: (Week 13) 01-12-2012 Hitnotering: (Week 14 t/m 15) 22-12-2012 t/m 29-12-2012 Hitnotering: (Week 16) 12-01-2013 Hitnotering: (Week 17 t/m 22) 06-07-2013 t/m 10-08-2013 Hitnotering: (Week 23 t/m 24) 02-11-2013 t/m 09-11-2013 Hitnotering: (Week 25) 20-09-2014 Hitnotering: (Week 26) 24-10-2015 Hitnotering: (Week 27 t/m 29) 05-01-2019 t/m 19-01-2019 Hitnotering: (Week 30) 09-02-2019 | Hitnotering: (Week 1 t/m 3) 29-07-2006 t/m 12-08-2006 Hitnotering: (Week 4 t/m 5) 03-03-2012 t/m 10-03-2012 Hitnotering: (Week 6 t/m 7) 19-05-2012 t/m 26-05-2012 Hitnotering: (Week 8 t/m 9) 09-06-2012 t/m 16-06-2012 Hitnotering: (Week 10 t/m 11) 25-08-2012 t/m 01-09-2012 Hitnotering: (Week 12) 10-11-2012 Hitnotering: (Week 13) 01-12-2012 Hitnotering: (Week 14 t/m 15) 22-12-2012 t/m 29-12-2012 Hitnotering: (Week 16) 12-01-2013 Hitnotering: (Week 17 t/m 22) 06-07-2013 t/m 10-08-2013 Hitnotering: (Week 23 t/m 24) 02-11-2013 t/m 09-11-2013 Hitnotering: (Week 25) 20-09-2014 Hitnotering: (Week 26) 24-10-2015 Hitnotering: (Week 27 t/m 29) 05-01-2019 t/m 19-01-2019 Hitnotering: (Week 30) 09-02-2019 | Hitnotering: (Week 1 t/m 3) 29-07-2006 t/m 12-08-2006 Hitnotering: (Week 4 t/m 5) 03-03-2012 t/m 10-03-2012 Hitnotering: (Week 6 t/m 7) 19-05-2012 t/m 26-05-2012 Hitnotering: (Week 8 t/m 9) 09-06-2012 t/m 16-06-2012 Hitnotering: (Week 10 t/m 11) 25-08-2012 t/m 01-09-2012 Hitnotering: (Week 12) 10-11-2012 Hitnotering: (Week 13) 01-12-2012 Hitnotering: (Week 14 t/m 15) 22-12-2012 t/m 29-12-2012 Hitnotering: (Week 16) 12-01-2013 Hitnotering: (Week 17 t/m 22) 06-07-2013 t/m 10-08-2013 Hitnotering: (Week 23 t/m 24) 02-11-2013 t/m 09-11-2013 Hitnotering: (Week 25) 20-09-2014 Hitnotering: (Week 26) 24-10-2015 Hitnotering: (Week 27 t/m 29) 05-01-2019 t/m 19-01-2019 Hitnotering: (Week 30) 09-02-2019 | Hitnotering: (Week 1 t/m 3) 29-07-2006 t/m 12-08-2006 Hitnotering: (Week 4 t/m 5) 03-03-2012 t/m 10-03-2012 Hitnotering: (Week 6 t/m 7) 19-05-2012 t/m 26-05-2012 Hitnotering: (Week 8 t/m 9) 09-06-2012 t/m 16-06-2012 Hitnotering: (Week 10 t/m 11) 25-08-2012 t/m 01-09-2012 Hitnotering: (Week 12) 10-11-2012 Hitnotering: (Week 13) 01-12-2012 Hitnotering: (Week 14 t/m 15) 22-12-2012 t/m 29-12-2012 Hitnotering: (Week 16) 12-01-2013 Hitnotering: (Week 17 t/m 22) 06-07-2013 t/m 10-08-2013 Hitnotering: (Week 23 t/m 24) 02-11-2013 t/m 09-11-2013 Hitnotering: (Week 25) 20-09-2014 Hitnotering: (Week 26) 24-10-2015 Hitnotering: (Week 27 t/m 29) 05-01-2019 t/m 19-01-2019 Hitnotering: (Week 30) 09-02-2019 | Hitnotering: (Week 1 t/m 3) 29-07-2006 t/m 12-08-2006 Hitnotering: (Week 4 t/m 5) 03-03-2012 t/m 10-03-2012 Hitnotering: (Week 6 t/m 7) 19-05-2012 t/m 26-05-2012 Hitnotering: (Week 8 t/m 9) 09-06-2012 t/m 16-06-2012 Hitnotering: (Week 10 t/m 11) 25-08-2012 t/m 01-09-2012 Hitnotering: (Week 12) 10-11-2012 Hitnotering: (Week 13) 01-12-2012 Hitnotering: (Week 14 t/m 15) 22-12-2012 t/m 29-12-2012 Hitnotering: (Week 16) 12-01-2013 Hitnotering: (Week 17 t/m 22) 06-07-2013 t/m 10-08-2013 Hitnotering: (Week 23 t/m 24) 02-11-2013 t/m 09-11-2013 Hitnotering: (Week 25) 20-09-2014 Hitnotering: (Week 26) 24-10-2015 Hitnotering: (Week 27 t/m 29) 05-01-2019 t/m 19-01-2019 Hitnotering: (Week 30) 09-02-2019 | Hitnotering: (Week 1 t/m 3) 29-07-2006 t/m 12-08-2006 Hitnotering: (Week 4 t/m 5) 03-03-2012 t/m 10-03-2012 Hitnotering: (Week 6 t/m 7) 19-05-2012 t/m 26-05-2012 Hitnotering: (Week 8 t/m 9) 09-06-2012 t/m 16-06-2012 Hitnotering: (Week 10 t/m 11) 25-08-2012 t/m 01-09-2012 Hitnotering: (Week 12) 10-11-2012 Hitnotering: (Week 13) 01-12-2012 Hitnotering: (Week 14 t/m 15) 22-12-2012 t/m 29-12-2012 Hitnotering: (Week 16) 12-01-2013 Hitnotering: (Week 17 t/m 22) 06-07-2013 t/m 10-08-2013 Hitnotering: (Week 23 t/m 24) 02-11-2013 t/m 09-11-2013 Hitnotering: (Week 25) 20-09-2014 Hitnotering: (Week 26) 24-10-2015 Hitnotering: (Week 27 t/m 29) 05-01-2019 t/m 19-01-2019 Hitnotering: (Week 30) 09-02-2019 | Hitnotering: (Week 1 t/m 3) 29-07-2006 t/m 12-08-2006 Hitnotering: (Week 4 t/m 5) 03-03-2012 t/m 10-03-2012 Hitnotering: (Week 6 t/m 7) 19-05-2012 t/m 26-05-2012 Hitnotering: (Week 8 t/m 9) 09-06-2012 t/m 16-06-2012 Hitnotering: (Week 10 t/m 11) 25-08-2012 t/m 01-09-2012 Hitnotering: (Week 12) 10-11-2012 Hitnotering: (Week 13) 01-12-2012 Hitnotering: (Week 14 t/m 15) 22-12-2012 t/m 29-12-2012 Hitnotering: (Week 16) 12-01-2013 Hitnotering: (Week 17 t/m 22) 06-07-2013 t/m 10-08-2013 Hitnotering: (Week 23 t/m 24) 02-11-2013 t/m 09-11-2013 Hitnotering: (Week 25) 20-09-2014 Hitnotering: (Week 26) 24-10-2015 Hitnotering: (Week 27 t/m 29) 05-01-2019 t/m 19-01-2019 Hitnotering: (Week 30) 09-02-2019 | Hitnotering: (Week 1 t/m 3) 29-07-2006 t/m 12-08-2006 Hitnotering: (Week 4 t/m 5) 03-03-2012 t/m 10-03-2012 Hitnotering: (Week 6 t/m 7) 19-05-2012 t/m 26-05-2012 Hitnotering: (Week 8 t/m 9) 09-06-2012 t/m 16-06-2012 Hitnotering: (Week 10 t/m 11) 25-08-2012 t/m 01-09-2012 Hitnotering: (Week 12) 10-11-2012 Hitnotering: (Week 13) 01-12-2012 Hitnotering: (Week 14 t/m 15) 22-12-2012 t/m 29-12-2012 Hitnotering: (Week 16) 12-01-2013 Hitnotering: (Week 17 t/m 22) 06-07-2013 t/m 10-08-2013 Hitnotering: (Week 23 t/m 24) 02-11-2013 t/m 09-11-2013 Hitnotering: (Week 25) 20-09-2014 Hitnotering: (Week 26) 24-10-2015 Hitnotering: (Week 27 t/m 29) 05-01-2019 t/m 19-01-2019 Hitnotering: (Week 30) 09-02-2019 |
| Week: | 1 | 2 | 3 | | 4 | 5 | | 6 | 7 | | 8 | 9 | | 10 | 11 | | 12 | | 13 | |
| --- | --- | --- | --- | --- | --- | --- | --- | --- | --- | --- | --- | --- | --- | --- | --- | --- | --- | --- | --- | --- |
| Positie: | 90 | 87 | 85 | uit | 54 | 44 | uit | 196 | 107 | uit | 175 | 178 | uit | 198 | 171 | uit | 165 | uit | 143 | uit |
| Week: | 14 | 15 | | 16 | | 17 | 18 | 19 | 20 | 21 | 22 | | 23 | 24 | | 25 | | 26 | | 27 |
| Positie: | 170 | 181 | uit | 177 | uit | 132 | 78 | 91 | 83 | 74 | 164 | uit | 198 | 170 | uit | 88 | uit | 187 | uit | 164 |
| Week: | 28 | 29 | | 30 | | | | | | | | | | | | | | | | |
| Positie: | 121 | 136 | uit | 136 | | | | | | | | | | | | | | | | |

- Gemeinsame Normdatei: 4582670-5
- Library of Congress Control Number: n2006094762
- MusicBrainz release group: f2026101-945b-3d05-9ef4-aa718fc3feef
- Nationale Bibliotheek van Israël: 987012749355705171
- Virtual International Authority File: 214771547

Nummers van Pink Floyd